# ギョ
『ギョ』は、伊藤潤二による日本のホラー漫画。小学館の『週刊ビッグコミックスピリッツ』で掲載された。奇妙な奇形魚に翻弄されるパニックホラー作品。2012年にアニメ化された。

## ストーリー
忠は恋人の華織を連れ、叔父の別荘がある沖縄でバカンスを楽しんでいた。スキューバダイビングを満喫中、忠は目にも止まらぬほどの猛烈な速さで動く生き物を見つけ、その直後にサメに襲われて命からがら船に上がる。別荘に戻るものの、においに敏感な華織が悪臭が酷いと訴え始めたことで口論となり、怒った華織は帰ると言い出して外へ出てしまう。後を追った忠は漂う悪臭に顔をしかめるが、香織の悲鳴を聞いて駆けつけると、草むらの中を高速で駆け回る何かを目撃する。更に部屋の中で蜘蛛の足のような奇怪な四つ足の魚が高速で動き回るのを見つける。同じ頃、漁船で足のついた魚が大量に上がる、脚のついた巨大なホオジロザメが上陸して人を襲う、陸上を足のついた魚の群れが大挙して疾走するなどの異常事態が起きており、翌朝には巨大ホオジロザメが忠の別荘を襲撃してきた。命からがら逃げ伸びた忠たちは東京へと舞い戻る。
奇形魚の死骸を手に入れた忠は発明家の叔父・小柳を訪ね、それを手渡す。奇形魚を解剖して調べた末、小柳は腐敗した魚とその体に着いていた機械に心当たりがあるといい、忠たちに第二次大戦中に小柳の父が研究していた生物兵器についての話しを聞かせる。かつて第二次大戦中の沖縄で未知の細菌の突然変異体が発見され、感染した生き物から強烈な腐敗ガスを吹き出させるその性質を利用した兵器への転用が研究されていた。感染した生物はやがて動けなくなるため、敵陣への効率良い攻撃を実現すべく放出されるガスの圧力を動力源として動く歩行機械が開発されたものの、輸送中の戦艦がアメリカ軍の爆撃によって海中に没してしまったというが、目の前の歩行器とそれが同一のものかは不明だという。そんな中、華織が歩行魚がばら撒く細菌に感染してしまう。醜く膨張した全身から腐敗ガスが漏れ出るという無残極まりない姿になり果てた華織は自分の変わり果てた姿を鏡を通じて目の当たりにしたショックで首つり自殺してしまう。歩行魚の大群は徐々に関東地方にまで上陸しその魔の手を伸ばすようになっていく。忠は歩行魚の襲撃を避けて小柳の元に戻り、華織の治療を託して連絡の取れなくなった実家に急ぐが、歩行器に取り込まれた巨大タコの襲撃を受けて貯水池に落下し、中に蠢く無数の小さな歩行魚に飲み込まれて気絶してしまう。
一ヶ月後。日本全土はすでに歩行魚たちに埋め尽くされ、残された人々と歩行魚の間で決死の戦いが繰り広げられていた。病院で目を覚まし小柳の元に引き返した忠だったが、父の研究にただならぬ興味関心を示すようになっていた小柳は、忠に無断で自身が開発した新型歩行器の実験台として華香を利用していた。そのことを芳山から知らされて激怒した忠は香織の遺体を取り戻そうとするが、小柳が暴走を始めた歩行器の足の先端に刺されて重傷を負い、更に香織の縛り付けられた歩行器が脱走して行方不明となってしまう。細菌により生ける屍と化しては歩行器に取り込まれる人間たちが日に日に増していく中、忠は華織を見つけ、歩行器のスイッチを切って研究所に連れ帰る。しかし死んだはずの華織が自ら歩行器のスイッチを入れ再び暴れ始める。更に華織の乗った歩行器の先端に刺されて重傷を負った小柳が歩行器の原理を応用した自作の飛行型機械に取り込まれた状態で姿を現し、芳山を捕らえて何処かへと連れ去る。華織の歩行器も歩行器の群れに取り囲まれ追われるようにして再びどこかへと姿を消してしまう。
死臭の漂う死の町と化した東京をさ迷った末、郊外の土手にやってきた忠は腰を下ろし、土手の下の道沿いをひたすら暴走する歩行器の群れを見つめ、歩行器たちの行く先や目的が何なのか、解けない疑問を反芻する。そんな彼の元に、白衣を着た若者たちが姿を現す。彼らは細菌を受け付けない体質を持つ大学生たちであり、歩行器が人間の手で作られた物ではないらしいと語る。そして自分と同じく菌に耐性があるらしい忠に最近撲滅のための研究に協力して欲しいと誘う。
その誘いを受けて学生たちと共に土手を歩いていた忠は、ふと土手の向こうに歩行器の姿を見つけ学生たちを先に活かせて歩行器に近寄る。それは華織の乗った歩行器だったが何者かに火を放たれたらしく、無残にも焼き尽くされた白骨死体と化していた。彼女の傍らに腰を下ろすと、ようやく死臭から解き放たれた彼女を思いやるように忠は白骨に語り掛けるのだった。

## 登場人物
忠（ただし）
主人公。
恋人の華織と共に沖縄旅行にやってきた際に歩行魚の襲来という異常事態に遭遇し、徐々に異常の度合いを増す状況に華織と共に翻弄されていく。
わがままな華織に苛立たせられてばかりいるが、彼女が天涯孤独の身であることを知っているためなんだかんだで彼女を思いやっており、華織が細菌に感染しても最後まで見捨てようとはしなかった。
華織（かおり）
忠の恋人。フルネームは爽原華織。幼い頃に両親が離婚の末に行方不明となり天涯孤独の身である。そのためか、気が強くわがままな性格。加えて神経質かつ潔癖症の気も強く、特にニオイに敏感であるため、歩行魚がまき散らす腐敗臭に悩まされ徐々に精神の均衡を失っていく。
歩行魚の襲撃に見舞われ翻弄された末に細菌に感染し、醜く膨れ上がり異臭塗れになり果てた自身の姿に絶望して自死した。その後も、忠の手で小柳の元に運び込まれた後に新型の歩行器の実験材料にされる、謎のサーカス団に見世物にされるなどの悲惨な目に遭わされ、最終的に小柳の元から逃げ出した後に郊外の土手の上で焼死体となって発見された。
小柳教授
発明家で忠の叔父。東京に研究所を構える。
忠の話しと彼が持ってきた歩行魚を見て父が第二次大戦中に沖縄の孤島で従事していた細菌研究と歩行器の開発の話しとの関連性を見出し、興味を持って自ら新型歩行器を開発し感染した華織を実験台にするが、怒った忠が華織を助けようとして近づいたとたんに暴走を始めた歩行器の足に腹部を刺されて重傷を負う。その後、死期を悟って第2研究室に籠るものの細菌に感染したことで自らが開発した飛行機械に取り込まれ、芳山をさらってどこかへ姿を消した。
忠をだまして遠ざけ死亡した華織を実験台にするなど、倫理よりも興味関心を優先するマッドサイエンティストである。
芳山（よしやま）
小柳の研究所の助手。小柳に密かな思いを寄せていた。
細菌に感染し飛行機械に取り込まれた小柳によってどこかに連れ去られる。
団長
混乱する都内に突如現れた歩行器を見世物にする謎のサーカス団の団長。

## 刊行情報
- 伊藤潤二 『ギョ』 小学館〈ビッグコミックス〉、全2巻
  1. 2002年2月28日発売 ISBN 4-09-186081-8
  2. 2002年5月30日発売 ISBN 4-09-186082-6

## アニメ
アニメ文庫第1期作品として『百合星人ナオコサン』、『みのりスクランブル!』と共にアニメ化された。伊藤潤二作品としては初のアニメ作品となる。2011年10月29日から11月4日までプレミア上映も行われている。当初は30分を予定していたが、完成作品は約70分にも及ぶ作品となっている。2012年2月15日にDVD&Blu-ray発売。
原作では犠牲者だった華織が主人公となったため、華織と忠の立場が逆転するなど、キャラクター設定が大きく変更されたことに伴い、ストーリー展開にも改変が施されている。また、制作側は「ufotable史上もっとも赤字率の高い作品」と語っている。
キャッチコピーは、「体感せよ。アノ不思議な魚のフォルム、音、動き。」。

### ストーリー（アニメ）
女友達と共に卒業旅行で沖縄へ旅行に行く事になった華織。しかし、旅行先に足が生え死臭がする奇怪な歩行魚が現れ、更に巨大なサメの様な奇形魚にも襲われる。東京にいる婚約者の忠に連絡をするも不自然に途切れたため心配になり、急遽東京に戻るも既に東京も歩行魚によって埋め尽くされていた。それでも華織は忠を探しに奔走するが、申告の度合いを増す状況に翻弄されていく。

### 登場人物（アニメ）
華織（かおり）
声 - 片岡未来
アニメ版における主人公。大学卒業間際の、真面目で恋人に一途な女子大生。国分寺市在住。原作同様ニオイに敏感であるが、原作のような潔癖症的な面はなく、わがままな言動も鳴りを潜めている。
大学の卒業旅行で沖縄に来たものの歩行魚に遭遇、次の日に忠との電話中に不自然に電話が途切れたため急遽単身で東京に戻る。原因は不明だが、細菌汚染されている環境の中で傷を負っても発症しなかった。
原作の忠と概ね同じ役割を担っている。
忠（ただし）
声 - 根岸拓馬
音響関係の仕事をしている華織の婚約者。
東京のお台場に在住しており、実家である沖縄の別荘を提供するもののカナヅチである事と仕事の都合のため華織の旅行には同行しなかった。
沖縄での歩行魚の上陸が報道された後、東京で華織と電話中に歩行魚に襲われる。その後、歩行魚の研究を始めた小柳教授を手伝うものの、自身も感染して異形になり果ててしまい、小柳教授の新型歩行器の実験に使われる。
原作の華織と概ね同じ役割を担っているが、登場シーンや性格の描写は少ない。
エリカ
声 - 谷口亜実
卒業旅行に来た華織の女友達。
現在は彼氏がおらず持て余しており、旅行中に2人のナンパ男を別荘に連れ込むなど素行が非常に悪く、異常事態に遭遇した際には友人を見捨てて我先に逃げ出したり、駆け付けてきたアキの顔面に蹴りを入れたりと問題の多い人物。アキによれば華織の男友達とも肉体関係を持っていたらしい。
サメ型歩行魚に襲われた際に足に怪我を負い細菌に感染して奇形化し、アキに罵られたことに逆上して襲い掛かるも頭部を殴打され撲殺される。その後、ガスを噴き出しながら往来を勝手に動き回っていた際に歩行器に取り込まれる。
派手な服装に化粧やカメラ写りにこだわるなど自信を持っているらしく、奇形化した際には鏡で自分の姿を見て激しいショックを受けていた。
一部原作の華織と同じ役割を担っている。
アキ
声 - 佐伯まさみ
卒業旅行に来た華織の女友達。杉並区在住。
少し太り気味で地味であり、性格も暗く男性とは縁がない。普段は大人しいが華織とエリカに対して強い劣等感を抱いており、自分が見下されていることに不満を持っていた。
エリカが奇形化するとその姿にショックを受けていたが、自身の醜い姿に絶望する様子を見るや否や常日頃の鬱憤を晴らすかのように激しく罵るも、襲われたため撲殺した。
エリカを殺した後は錯乱状態で街を徘徊し、歩行器に取り込まれたエリカから逃げるうちに溝に転落し、その中で蠢いていた大量の歩行魚の群れに飲み込まれる。終盤のシーンではエリカと共に歩行器に取り込まれた姿が目撃されている。
一部原作の忠と同じ役割を担っている。
白河剛（しらかわ つよし）
声 - 阿部英貴
華織が東京に戻る飛行機内で出会ったフリーカメラマン。
羽田空港で別れようとするが、華織の婚約者が小柳教授と面識があることを知り、仕事のためと称して華織と同行する。同行の根拠は取材目的だが、華織の身の安全を第一に案じる誠実な人物。父親が冤罪を苦に自殺し、母親もその後を追うように他界した過去がある。
異常事態からの逃走の末、華織とともに生存者が外海に脱出すべく集まっていた港まで辿り着くも、自身も細菌に感染していたため脱出船には乗り込まず、華織独りを船に送り出してそのまま別れた。
原作の芳山に近い役割だが、登場機会は多い。
小柳教授
声 - 岡崎宏
忠の叔父で研究者。
新型歩行器に取り込まれた忠に致命傷を負わされ、死ぬ間際に自ら開発した飛行型の歩行器に取り込まれる。ただし原作とは異なり歩行器に取り込まれ腐敗し、切断した片腕には義手は装着していない。
団長
声 - 金子森
謎のサーカス団の団長。
都内を進んでいた華織たちの前に突如出現した巨大なテントの中に居た。感染者や普通の人間を団員として従えており、感染者の発するガスを用いたパフォーマンスを披露している。体格や肌の色こそ通常の人間と同様だが、何故か眼だけが感染者と同様に緑色に染まっている。

### スタッフ
- 監督・絵コンテ・演出 - 平尾隆之
- 原作 - 伊藤潤二『ギョ』（小学館 ビッグコミックスピリッツ刊）
- キャラクターデザイン - 高橋タクロヲ
- 作画監督 - 高橋タクロヲ、中村誠
- 脚本 - ufotable、平尾隆之、吉田晃浩
- 色彩設計 - 千葉絵美
- 撮影監督 - 寺尾優一
- 3DCG監督 - 宍戸幸次郎
- 美術監督 - 海老沢一男、中久木孝将、桑原悟
- 編集 - 今井剛
- 音楽 - 椎名豪
- 音響監督 - 高桑一
- 効果 - 柴崎憲治、赤澤勇二
- 制作担当 - 吉田晃浩
- 制作プロデューサー - 近藤光
- 製作 - アニプレックス、ufotable、クロックワークス、小学館
- アニメーション制作 - ufotable